# سالواتوره مازیلو
سالواتوره مازیلو (انگلیسی: Salvatore Masiello؛ زادهٔ ۳۱ ژانویهٔ ۱۹۸۲) بازیکن فوتبال اهل ایتالیا است.
از باشگاه‌هایی که در آن بازی کرده‌است می‌توان به باشگاه فوتبال آسکولی، باشگاه فوتبال تورینو، باشگاه فوتبال مسینا، باشگاه فوتبال ونتزیا، باشگاه فوتبال پیاچنزا، باشگاه فوتبال باری، باشگاه فوتبال اودینزه، باشگاه فوتبال آ. ث. لومتزانه، باشگاه فوتبال ویچنزا، و باشگاه فوتبال پالرمو اشاره کرد.